# Bela Vista de Goiás (ort)
Bela Vista de Goiás är en ort i Brasilien.   Den ligger i kommunen Bela Vista de Goiás och delstaten Goiás, i den sydöstra delen av landet, 170 km sydväst om huvudstaden Brasília. Bela Vista de Goiás ligger 803 meter över havet och antalet invånare är 14 289.
Terrängen runt Bela Vista de Goiás är platt.
Omgivningarna runt Bela Vista de Goiás är huvudsakligen savann. Runt Bela Vista de Goiás är det glesbefolkat, med 13 invånare per kvadratkilometer.